# Мілютін Дмитро Станіславович
Дмитро́ Станісла́вович Мілю́тін (22 червня 1980, М'якоти, Хмельницька область, Українська РСР — 3 листопада 2023, Зарічне, Запорізька область, Україна) — капітан Збройних сил України, учасник російсько-української війни.

## Життєпис
Народився 22 червня 1980 року в селі М'якоти Ізяславського району Хмельницької області у родині військового. Частина дитинства минула на Забайкаллі.
Закінчив Військовий інститут ракетних військ та артилерії при Сумському державному університеті, надалі був військовослужбовцем ЗСУ. З 2004 року жив на Закарпатті: спершу протягом кількох місяців у Сваляві, згодом — у Виноградові.
Старший офіцер 3-ї артилерійської батареї 2-го дивізіону, 128-ма гірсько-піхотна бригада. У зоні бойових дій з 23 вересня 2014-го. Брав участь у боях за Дебальцеве, довелося виходити з-під вогню терористів без прикриття, вирушили о 2-й ночі. Велика частка бригади виходила пішки; ту техніку, яка вийшла з ладу, ліквідували, із плацдарму вивели 3 бронемашини та 1 гармату з шести, під час відходу (15–27 км) в батареї Мілютіна (57 бійців) загинув 30-річний киянин.
У Виноградові Мілютін очолював громадську організацію «Ветерани бойових дій Виноградівщини» та входив до складу Виконавчого комітету Виноградівської міської ради. Балотувався на виборах до Виноградівської міської ради 2020 року у списку партії «Європейська Солідарність».
Загинув 3 листопада 2023 року поблизу села Зарічне Запорізької області внаслідок удару ЗС РФ по місцю шикування та нагородження військовослужбовців 128-ї бригади. Похорон Дмитра Мілютіна відбувся у Виноградові 9 листопада.

## Нагороди
За особисту мужність і героїзм, виявлені у захисті державного суверенітету та територіальної цілісності України, вірність військовій присязі, старший лейтенант Дмитро Мілютін нагороджений 27 червня 2015 року орденом «За мужність» III ступеня.
12 березня 2024 року нагороджений орденом Богдана Хмельницького III ступеня посмертно.

## Вшанування пам'яті
Рішенням Виноградівської міської ради у березні 2024 року вулицю Санаторну в місті Виноградів перейменували на вулицю Дмитра Мілютіна.